# Väike-Rootsi
Väike-Rootsi (Duits: Klein-Rotsi) is een plaats in de Estlandse gemeente Saaremaa, provincie Saaremaa. De plaats heeft de status van dorp (Estisch: küla) en telt 4 inwoners (2021).
Tot in oktober 2017 behoorde Väike-Rootsi tot de gemeente Pihtla. In die maand ging Pihtla op in de fusiegemeente Saaremaa.

## Geografie
Väike-Rootsi ligt, samen met Suure-Rootsi en Ennu, op het schiereiland Vätta aan de zuidkust van het eiland Saaremaa. De plaatsnaam betekent ‘Klein-Zweden’. Suure-Rootsi is ‘Groot-Zweden’. Het schiereiland werd in de 15e en 16e eeuw door Zweden bewoond. Ook de naam Vätta is van Zweedse oorsprong.

## Geschiedenis
In 1497 werd een dorp Vettel genoemd op het schiereiland Fettel, de Duitse naam voor Vätta. In 1556 was het een Wacke, een administratieve eenheid voor een groep boeren met gezamenlijke verplichtingen. Rond 1750 werd het landgoed van Tahula gesticht, een kroondomein, waarvan Vettel deel uitmaakte. Kort daarop moet het dorp zijn gesplitst, want in 1788 werd Suure-Rootsi voor het eerst genoemd onder de naam Groß Rotzeküll. Tien jaar later, in 1798, werd Suure-Rootsi genoemd onder de naam Rotzi gros en Väike-Rootsi voor het eerst vermeld onder de naam Rotzi klein.
In 1977 werden Väike-Rootsi, Suure-Rootsi en Ennu samengevoegd tot één dorp Vätta, In 1997 werden het weer drie afzonderlijke dorpen.